# David T. Martin

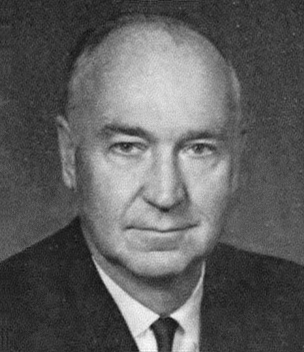
David T. Martin

David Thomas Martin (* 9. Juli 1907 in Kearney, Nebraska; † 15. Mai 1997 ebenda) war ein US-amerikanischer Politiker. Zwischen 1963 und 1974 vertrat er den dritten Wahlbezirk des Bundesstaates Nebraska im US-Repräsentantenhaus.

## Werdegang
David Martin besuchte die öffentlichen Schulen seiner Heimat und danach das Dartmouth College. Nach seiner Ausbildung wurde er im Holzgeschäft und später in der Politik tätig. Martin war Mitglied der Republikanischen Partei, deren Republican National Conventions er in den Jahren 1944 und 1948 als Delegierter besuchte.
Zwischen 1949 und 1954 war er Vorsitzender seiner Partei in Nebraska und von 1952 bis 1954 gehörte er dem Republican National Committee an. 1954 kandidierte er erfolglos in den Vorwahlen seiner Partei für einen Sitz im Senat der Vereinigten Staaten. 1960 wurde Martin im dritten Distrikt von Nebraska in das US-Repräsentantenhaus gewählt, wo am 3. Januar 1961 Ralph F. Beermann ablöste, der in den ersten Wahlbezirk wechselte. Da er die folgenden sechs Kongresswahlen gewann, konnte er sein Mandat im Kongress bis zu seinem Rücktritt am 31. Dezember 1974 ausüben. Er war Mitglied im Geschäftsordnungsausschuss sowie im Bildungs- und Arbeitsausschuss. Bei den Wahlen des Jahres 1974 hat er nicht mehr kandidiert. Sein Rücktritt erfolgte drei Tage vor dem Ende der Legislaturperiode.
Nach seiner Zeit im Kongress war David Martin im Vorstand des Nebraska State College System. Im Jahr 1980 leitete er den damals erfolglosen Präsidentschaftsvorwahlkampf von George Bush. Martin starb am 15. Mai 1997 im Alter von 89 Jahren.